# Batalha (piłkarz)
José Lodi Batalha (ur. 28 kwietnia 1896 w Rio de Janeiro – zm. 27 października 1963 tamże) – piłkarz brazylijski, występujący na pozycji bramkarza.

## Kariera klubowa
Karierę piłkarską Batalha rozpoczął w klubie Vitória FC w 1921 roku. W latach 1922–1923 występował w Helênico Rio de Janeiro. Kolejnym jego klubem był CR Flamengo, gdzie grał w latach 1923–1926. Podczas tego okresu Batalha zdobył mistrzostwo Stanu Rio de Janeiro – Campeonato Carioca w 1925 roku. Ostatnim klubem w jego karierze było Fluminense FC, gdzie zakończył karierę w 1930 roku.

## Kariera reprezentacyjna
W reprezentacji Brazylii Batalha zadebiutował 17 grudnia 1925 w meczu z reprezentacją Paragwaju podczas Copa América 1925. Był to jedyny jego oficjalny mecz w reprezentacji. Ostatni raz w barwach canarinhos wystąpił 20 grudnia 1925 w towarzyskim meczu z argentyńskim klubem Newell's Old Boys Rosario.